# Porter (cratère martien)
Pour les articles homonymes, voir Porter.
Porter est un cratère d'impact situé dans la quadrangle de Thaumasia sur la planète Mars.
Son nom a été choisi en 1973 par l'Union astronomique internationale en l'honneur de l'astronome et explorateur Russell W. Porter.